# Emilio Maza
Emilio Ángel Maza (Córdoba, Argentina, 18 de enero de 1943-Córdoba, Argentina, 8 de julio de 1970), fue un guerrillero que nació en Córdoba, Provincia de Córdoba, Argentina, posiblemente en 1943 y falleció el 8 de julio de 1970 en un hospital de la misma ciudad como resultado de las heridas que había sufrido una semana antes al enfrentar a la policía mientras participaba en el pueblo de La Calera en una acción de la agrupación Montoneros a la cual pertenecía. 

## Actividad guerrillera
En los años 1958 y 1959 Maza llegó a ser un dirigente nacional por su provincia en la Unión de Estudiantes Secundarios cuando los estudiantes católicos apoyan la apertura de universidades privadas en el conflicto alrededor de la opción "Laica o libre". Estudió en el Liceo Militar de Córdoba, donde recibió la influencia de los capellanes que dentro del Liceo propiciaban la línea reformista dentro de la Iglesia católica. El 1961 egresó de ese instituto y comenzó a estudiar medicina en la Universidad Nacional de Córdoba, en la que pasó a ser uno de los principales dirigentes del integralismo. Al mismo tiempo se vincula con curas enrolados en el Movimiento de Sacerdotes del Tercer Mundo.
El 1° de julio de 1970 participó en el pueblo de La Calera en una acción de la agrupación guerrillera Montoneros a la cual pertenecía. Por errores de la organización no solamente fueron detenidos muchos militantes, sino que cae en poder de la policía un fichero con los datos de integrantes de la organización y, además, pistas que conducen a la individualización de los militantes de Buenos Aires que habían asesinado al expresidente Pedro Eugenio Aramburu. Emilio Maza y su compañero Ignacio Vélez enfrentaron a tiros a la policía y fueron heridos, falleciendo Maza el 8 de julio de 1970 en un hospital de Córdoba como resultado de esas heridas.